# Sapsiree Taerattanachai
Sapsiree Taerattanachai (Thai: ทรัพย์สิรี แต้รัตนชัย; * 18. April 1992 in Udon Thani) ist eine thailändische Badmintonspielerin.

## Karriere
Sapsiree Taerattanachai wurde bei der Juniorenweltmeisterschaft 2008 Fünfte im Damendoppel mit Rodjana Chuthabunditkul. Mit ihr gewann sie 2009 auch ihren ersten thailändischen Meistertitel, während sie den Smiling Fish 2009 mit Porntip Buranaprasertsuk gewann. 2010 siegte sie bei der Jugendolympiade und wurde Zweite bei den Juniorenasienmeisterschaften.

## Sportliche Erfolge
| Saison | Veranstaltung               | Disziplin   | Platz | Partnerin                |
| ------ | --------------------------- | ----------- | ----- | ------------------------ |
| 2008   | Juniorenweltmeisterschaft   | Damendoppel | 5     | Rodjana Chuthabunditkul  |
| 2009   | Smiling Fish                | Damendoppel | 1     | Porntip Buranaprasertsuk |
| 2009   | Thailändische Meisterschaft | Damendoppel | 1     | Rodjana Chuthabunditkul  |
| 2010   | Junioren-Asienmeisterschaft | Dameneinzel | 2     |                          |
| 2010   | Jugendolympiade             | Dameneinzel | 1     |                          |
| 2012   | India Open Grand Prix       | Damendoppel | 1     | Savitree Amitrapai       |